# Spartak Makowski
Spartak Iosifowicz Makowski (ros. Спартак Иосифович Маковский, ur. 27 listopada 1920 w Pawłodarze, zm. 27 marca 2000 w Zaporożu) – radziecki lotnik wojskowy, pułkownik, Bohater Związku Radzieckiego (1944).

## Życiorys
Urodził się w ukraińskiej rodzinie robotniczej. Skończył 7 klas szkoły w Zaporożu, pracował w zakładzie "Zaporożstal" i uczył się w aeroklubie, od 1937 służył w Armii Czerwonej. W 1939 ukończył Kaczyńską Wojskową Wyższą Szkołę Lotniczą Pilotów, od kwietnia 1943 uczestniczył w wojnie z Niemcami, był dowódcą klucza 43 myśliwskiego pułku lotniczego 278 Lotniczej Dywizji Myśliwskiej 3 Lotniczego Korpusu Myśliwskiego 4 Armii Powietrznej Frontu Północno-Kaukaskiego. 8 maja 1943 w rejonie stanicy Krymskiej w Kraju Krasnodarskim, swoim samolotem Jak-7b staranował samolot wroga, strącając go. Później dowodził eskadrą. Do stycznia 1944 wykonał 92 loty bojowe, w 49 walkach powietrznych strącił osobiście 18 i 1 grupie 1 samolot wroga. Łącznie w czasie wojny strącił 27 osobiście i w grupie 3 samoloty przeciwnika. Po wojnie skończył wyższe kursy doskonalenia kadry oficerskiej, w 1958 przeszedł do rezerwy w stopniu pułkownika.

## Odznaczenia
- Złota Gwiazda Bohatera Związku Radzieckiego (1944)
- Order Lenina
- Order Czerwonego Sztandaru (trzykrotnie)
- Order Aleksandra Newskiego
- Order Wojny Ojczyźnianej I klasy
- Order Czerwonej Gwiazdy

I medale.